# Raúl Fernández (Leichtathlet)
Raúl Fernández (Raúl Fernández Pavón; * 8. März 1978 in Brenes, Provinz Sevilla) ist ein ehemaliger spanischer Weitspringer.
Der Vizejuniorenweltmeister von 1996 schied bei den Leichtathletik-Weltmeisterschaften 1997 in Athen und 2001 in Edmonton in der Qualifikation aus.
2002 gewann er Gold bei den Halleneuropameisterschaften in Wien und wurde Neunter bei den Europameisterschaften in München.
2002 wurde er spanischer Meister im Freien, 1997 und 2002 in der Halle.

## Persönliche Bestleistungen
- Weitsprung: 8,26 m, 10. Juli 2002, Monachil
  - Halle: 8,22 m, 2. März 2002, Wien